# Рабочие советы
«Рабо́чие сове́ты» — орган, осуществляющий рабочий контроль на предприятиях по принципу временного представительства делегатов от рабочих с правом немедленного их отзыва.

## Исторические примеры
Хотя в большинстве случаев рабочие советы и были подчинены некоторой внешней власти, тем не менее в качестве примеров могут быть указаны Советы в России 1905 и 1917 годах и подобные организации созданные во время ноябрьской революции в Германии, в 1919—1920 годах в Турине и Италии, во время войны за независимость в Ирландии, гражданской войны в Испании, в 1956 годах в Венгрии, в 1968 году во Франции, в 1973 году в Чили (Cordón Industrial), в 1978—1979 годах в Иране (шуры) и в 2002 году в Венесуэле.